# Vịnh Cam Ranh
Vịnh Cam Ranh là một vịnh nước sâu ở Việt Nam, thuộc thành phố Cam Ranh và huyện Cam Lâm, tỉnh Khánh Hòa. Vịnh này thường được xem là bến nước sâu tốt nhất Đông Nam Á, thích hợp làm nơi tàu bè trú ẩn khi biển động. Vì địa thế chiến lược mà Cam Ranh được sự chú ý quân sự qua nhiều thời kỳ. Hải quân của Pháp cũng như hải quân và không quân của Hoa Kỳ và Liên Xô đã từng dùng vịnh Cam Ranh làm căn cứ quân sự.

## Lịch sử

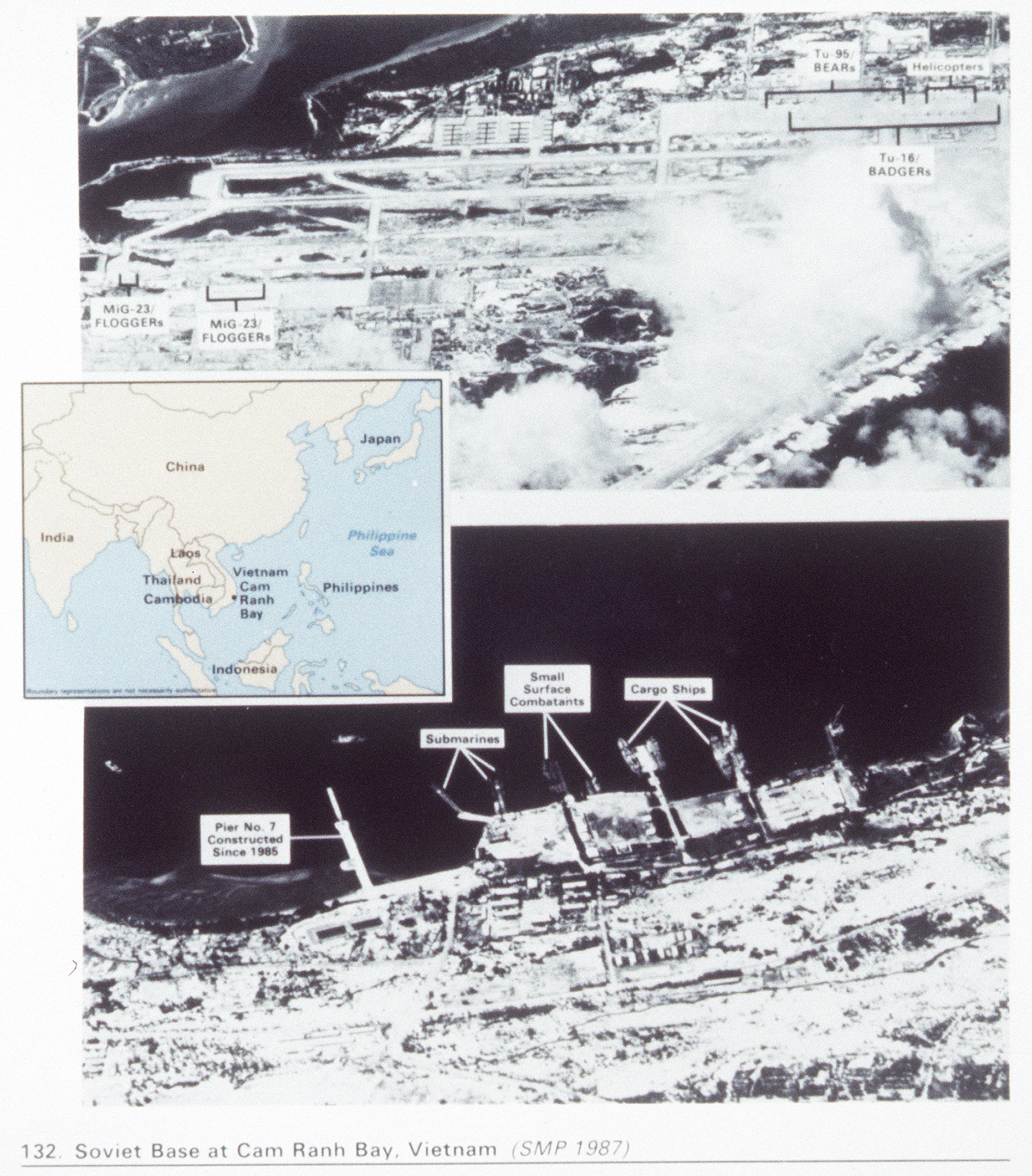
Căn cứ quân sự của Liên Xô tại Cam Ranh

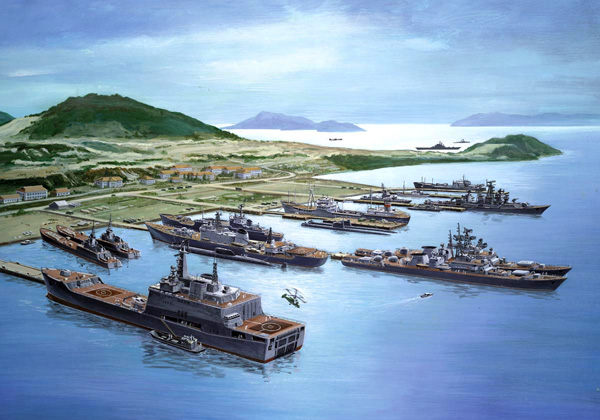
Hình vẽ minh họa căn cứ hải quân của Liên Xô tại vịnh vào khoảng đầu thập niên 1980.

Vịnh Cam Ranh có vị trí chiến lược đáng kể nên từ thời Pháp thuộc người Pháp đã dùng nơi đây làm căn cứ hải quân ở Đông Dương.
Vào đầu thế kỷ 20 Cam Ranh là chặng nghỉ cho hạm đội Đế quốc Nga trên đường sang Viễn Đông giao chiến với Nhật Bản năm 1905 . Hạm đội này sau bị đại bại trong Trận Tsushima. Khi Đế quốc Nhật Bản mở cuộc bành trướng thời Chiến tranh thế giới thứ hai thì Vịnh cam Ranh lại được trưng dụng làm địa điểm chuẩn bị cho cuộc tấn công Malaysia năm 1942.
Trong cuộc Chiến tranh Việt Nam, Cam Ranh trở thành căn cứ quan trọng của Hải quân Hoa Kỳ và Hải quân Việt Nam Cộng hòa.
Sau khi hai miền Bắc Nam thống nhất thì cảng Cam Ranh được dùng làm căn cứ hải quân quan trọng của Hạm đội Thái Bình Dương của Liên Xô trong bối cảnh Chiến tranh lạnh giữa khối Liên Xô và Hoa Kỳ. Chính phủ Xô viết chính thức ký năm 1978 một thỏa thuận với Việt Nam để thuê hải cảng này trong thời gian 25 năm. Cuối năm 1991, Liên Xô tan vỡ; chính phủ Nga nhận kế thừa hợp đồng đó cho tới năm 1993. Một hiệp định mới cho phép Nga tiếp tục có mặt tại Cam Ranh nhưng chủ đích căn cứ này chuyển sang làm nơi thám thính, theo dõi hoạt động của Trung Quốc còn các chiến cụ và quân nhân được rút về Nga. Còn lại là nhân viên kỹ thuật tình báo.
Trong cuộc điều đình kéo dài thời hạn thuê quân cảng Cam Ranh thì Việt Nam đòi Nga phải trả tiền thuê hằng năm là 200 triệu Đô la Mỹ. Chính phủ Nga không chịu điều khoản này nên ngày 2 tháng 5 năm 2002, lá cờ Nga được hạ xuống lần cuối cùng tại căn cứ Cam Ranh. Hiện tại, chính quyền Việt Nam có dự định phát triển căn cứ này với mục đích dân sự, tương tự như chính phủ Philippines đã làm với Căn cứ không quân Clark của Mỹ.
Kể từ 2004 đến nay, kế hoạch của Việt Nam là thu hồi việc sử dụng vịnh Cam Ranh; thay vì làm căn cứ cho nước ngoài, vịnh Cam Ranh sẽ chuyển dần sang mục đích dân sự.
Tháng 9 năm 2014, Bộ Quốc phòng phê duyệt dự án đầu tư xây dựng Khu dịch vụ hàng hải và cung ứng tàu biển (giai đoạn 1) thuộc dự án đầu tư Khu dịch vụ hàng hải, sửa chữa, đóng mới tàu biển và công trình dầu khí biển tại căn cứ quân sự Cam Ranh. Giai đoạn 2 của dự án xây dựng cảng quốc tế Cam Ranh là một cơ sở hậu cần hiện đại, có uy tín, sánh ngang với các hải cảng lớn trên thế giới và đến hàng thế kỷ sau vẫn không bị lạc hậu.
Ngày 8 tháng 3 năm 2016, tại căn cứ quân sự Cam Ranh, Quân chủng Hải quân Việt Nam tổ chức lễ khai trương cảng quốc tế Cam Ranh, một trong những cảng biển lớn nhất Việt Nam tiếp nhận được tàu sân bay tải trọng 110.000 DWT (dead weight tonnage), tàu khách có dung tích 100.000 GRT (gross tonage) và sửa chữa, đóng mới các công trình biển như giàn khoan đến 200m nước. Có thể tiếp nhận 18 tàu cùng lúc và 185 tàu mỗi năm, là cảng đầu tiên tại Việt Nam thiết kế cho phép neo đậu tàu trong điều kiện gió bão đến cấp 8.